# Madonna dei colombi
La Madonna dei colombi è un dipinto olio su tavola databile 1524-1528 conservato presso il Duomo di Bergamo opera di Giovanni Cariani.

## Storia
Il dipinto fu probabilmente commissionato da Anselmo Cortesi di Villa di Serio all'artista, nel 1524, e successivamente donato alla cattedrale di Sant'Alessandro. Per molto tempo non fu considerato un lavoro di Giovanni Cariani, anzi venne prima citato come opera di Giovanni Bellini. Fu Carlo Marenzi nel 1824 a considerare la tavola come opera di uno sconosciuto allievo del Bellini, anche se la tavola era stata inviata da Venezia a Bergamo per un certo Anselmo Cortesi, marmista, questo indicava che dovevano esserci ulteriori informazioni e contatti. Fu Bernard Berenson nel 1899 a attribuire l'opera al Cariani.
Il Cortesi è il medesimo lapidario che aveva lavorato nella chiesa di Santo Spirito per la realizzazione del monumento tombale del vescovo Luigi Tasso e che aveva collaborato con l'artista nel periodo del suo soggiorno a Bergamo, inoltre gli eredi del Cortesi risulta abitassero a Venezia .
Difficile divenne anche la datazione. Fu considerata un'opera giovanile del Cariani, per esser poi collocata nel periodo post bergamasco, quindi nel secondo periodo veneziano successivo il 1524.
Il dipinto,  è conservato nella cattedrale di Sant'Alessandro in Bergamo, posto dietro la tribuna dell'altare maggiore, protetta da due ante.

## Descrizione
Il quadro rappresenta la Presentazione di Gesù al tempio riprendendo il Vangelo secondo Luca che recita Quando venne il tempo della loro purificazione secondo la Legge di Mosè, portarono il bambino a Gerusalemme per offrirlo al Signore, come è scritto nella Legge del Signore: ogni maschio primogenito sarà sacro al Signore; e per offrire in sacrificio una coppia di tortore o di giovani colombi. Nell'offerta dei due colombi è la centralità del dipinto .

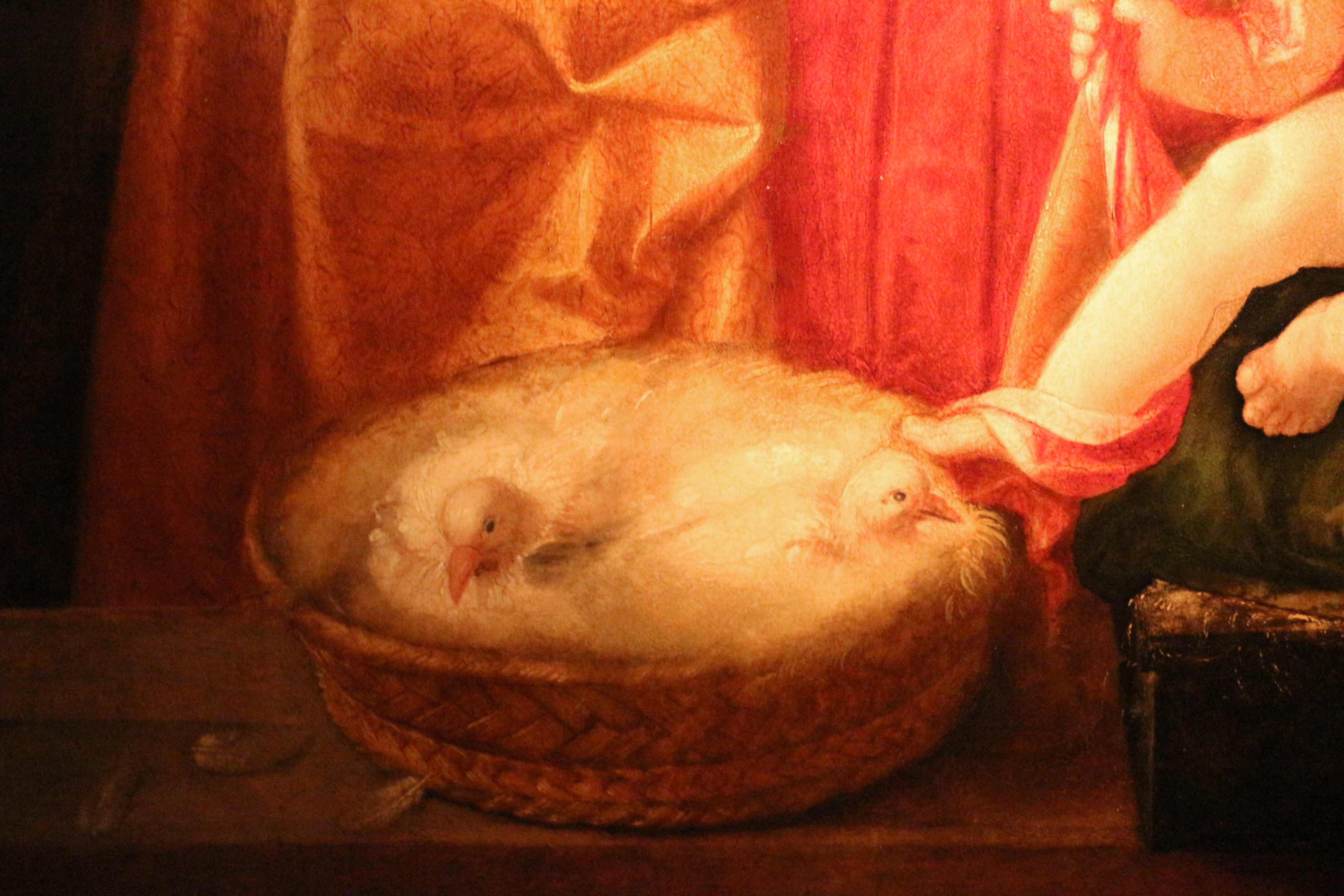
Giovanni Cariani, presentazione di Gesù al tempio (Madonna dei colombi) Duomo di Bergamo

Il dipinto chiede il coinvolgimento dello spettatore, che diventa parte dell'opera, e questo è il desiderio del pittore, essendo l'opera eseguita per una collezione privata maggiormente richiedeva il diretto coinvolgimento del proprietario, che diventa il sommo sacerdote che officia al momento, era questo cosa abbastanza frequente durante il Rinascimento artistico .
La Madonna è posta al centro della tavola, con le mani congiunte in preghiera, e lo sguardo volto verso in basso in intensa meditazione. Il Bambino poggia su di uno scrigno aperto, pronto a ricevere l'offerta e trattiene tra le mani un nastro rosso. Ai piedi una cesta contenente due colombe, che il Bambino con i piedi disturba muovendo le bianche piume. Se lo schema  pittorico porta alle opere del Bellini, la cesta con i due colombi dal soffice piumaggio sono raffigurazione tipica dell'arte lombarda. Il Cariani, ormai maturo, che aveva vissuto anni a Bergamo e che era ritornato a Venezia, amava raffigurare modelli simili a quelli del Bellini giovanile, ma con fattura morbida e dolce come i lavori di Jacopo Palma il Vecchio, anche lui bergamasco e attivo a Venezia nel medesimo tempo.